# Charles Ehrmann
Pour les articles homonymes, voir Ehrmann.
Ne doit pas être confondu avec Charles Ehresmann.
Charles Ehrmann, né le 7 octobre 1911 à Paris et mort le 8 août 2011 à Nice, est un homme politique français. Il est député de 1976 à 1981 et de 1986 à 2002.

## Biographie

### Jeunesse et études
D'ascendance alsacienne, sa famille s'installe en France en 1871. Son grand-père meurt dans un accident à la mine et son père meurt à la bataille de la Marne en 1914.
Élève du lycée Louis-le-Grand, bachelier ès lettres, il suit des études supérieures d'histoire et géographie. Il obtient l'agrégation d'histoire et géographie en 1936. Officier sur le front des Alpes durand la Seconde Guerre mondiale, entré dans la Résistance, il participe à la libération de la ville de Nice.

### Le professeur
Il est nommé professeur au lycée Thiers de Marseille. Rêvant d'enseigner à Nice, il est envoyé en 1937, grâce à l'influence de Jules Isaac, au lycée Masséna où il sera professeur pendant 38 ans de 1937 à 1975. Dès 1945, on lui confie les classes préparatoires aux grandes écoles commerciales. Il apprend aux élèves la géographie économique, s'efforçant d'être constamment à la pointe de l'actualité, mais il est surtout « leur entraîneur, leur chef d'équipe et aussi leur confident ». Entre 1945 et 1975, il a formé 300 HEC, ce qui correspond à une promotion, autant d'Essec et de Sup de Co.

### L'homme politique
Ehrmann s'implique en politique dès 1965, lorsqu'il devient adjoint au maire de Nice. Il conserve ce poste jusqu'en 1983.
De 1973 à 2001, il est conseiller général des Alpes-Maritimes. En 1976, il devient député de la deuxième circonscription des Alpes-Maritimes en remplacement de Jacques Médecin nommé secrétaire d'État au Tourisme et dont il était le suppléant à l'Assemblée nationale. Il est élu sous l'étiquette UDF-PR aux élections législatives de 1978 dans la première circonscription des Alpes-Maritimes et s'apparente au groupe UDF. Il perd son siège aux élections législatives de 1981 face au socialiste Max Gallo. Il redevient député en 1986, élu au scrutin proportionnel sur la liste RPR-UDF, puis est à nouveau élu dans la première circonscription des Alpes-Maritimes aux élections législatives de 1988, un siège qu'il conserve jusqu'en 2002. Il est par la suite le suppléant du député Jérôme Rivière de 2002 à 2007.
En mai 1998, il fait partie des députés qui quittent le groupe UDF pour fonder le groupe Démocratie libérale.

## Distinctions
- Officier de la Légion d'honneur
- Officier de l'ordre national du Mérite
- Officier de l'ordre des Palmes académiques
- Médaille de la jeunesse, des sports et de l'engagement associatif, or
- Médaille de la Reconnaissance française.

## Hommages
Il existe un stade Charles-Ehrmann à Nice.